# Adams Seamount
Adams Seamount (-39 m n. m.) je podmořská sopka v centrální části Tichého oceánu. Nachází se na Pitcairnské horké skvrně asi 90 km jihovýchodně od Pitcairnova ostrova a 145 km jihozápadně od Hendersonova ostrova. Jedná se o mohutnou podmořskou horu zvedající se do výše 3 500 m ode dna oceánu asi 25 km jihozápadně od další velké podmořské sopky Bounty Seamount.